# 善良なる王ダゴベール
『善良なる王ダゴベール』（ぜんりょうなるおうダゴベール、フランス語: Le bon roi Dagobert / イタリア語: Dagobert）は、1984年製作・公開、ディーノ・リージ監督のフランス・イタリア合作映画である。

## 略歴・概要
本作は1984年、フランスの映画会社ゴーモン、テレビ局フランス3等が出資して製作、フランス国内ではゴーモンが配給して同年8月22日、イタリア国内では同年10月25日に公開された。
日本では、本作に関しては東京日仏学院等での上映を除いては劇場公開されておらず、2010年9月現在、DVD等のビデオグラムも発売されていない。

## スタッフ
- 製作総指揮 : エマニュエル・シュランベルジェ （Emmanuel Schlumberger [6]）
- プロデューサー : マノロ・ボロニーニ（イタリア語版） [7]、ジョルジュ・ディブマン（フランス語版） [8]、レンツォ・ロッセリーニ
- 監督 : ディーノ・リージ
- 原作 : ジェラール・ブラッシュ（フランス語版）
- 脚本 : ジェラール・ブラッシュ、>アジェノーレ・インクロッチ 、ディーノ・リージ
- 撮影 : アルマンド・ナンヌッツィ（イタリア語版）
- 美術 : ダンテ・フェレッティ
- 助監督 : クラウディオ・リージ（イタリア語版）
- 音楽 : グイド・デ・アンジェリス（フランス語版）、マウリツィオ・デ・アンジェリス（フランス語版）

## キャスト
クレジット順
- コリューシュ （Coluche） - ダゴベルト1世

- ミシェル・セロー - Otarius
- ウーゴ・トニャッツィ - ホノリウス1世、およびよく似た人物
- キャロル・ブーケ - Héméré
- イザベッラ・フェッラーリ （Isabella Ferrari） - Chrodilde
- マイケル・ロンズデイル （Michael Lonsdale） - Saint Eloi
- ヴェナンティーノ・ヴェナンティーニ （Venantino Venantini） - Demetrius, marchand
- カーリン・マイ （Karin Mai） - Nanthilde, la reine
- フランチェスコ・スカーリ （Francesco Scali） - Landek
- アントニオ・ヴェッツァ （Antonio Vezza） - Rutilius
- サブリナ・シアーニ （Sabrina Siani） - Berthilde
- マルチェッロ・ボニーニ・オラース （Marcello Bonini Olas） - ヘラクレイオス
- イザベッラ・ダンドーロ （Isabella Dandolo） - Alpaide
- フェデリカ・パッコージ （Federica Paccosi） - Ragnetrude
- ジェア・マルティーレ （Gea Martire） - Philliria
- クラウディア・カヴァルカンティ （Claudia Cavalcanti） - Fredegonde
- フレッド・ロマーノ （Fred Romano） - Le concubin
- ジョン・カールセン （John Karlsen） - Corbus
- ランベルト・コンサーニ （Lamberto Consani） - Aubiac
- マリオ・ディアーノ （Mario Diano） - Clodomir
- ジョルダーノ・ファルツォーニ （Giordano Falzoni） - Humerius
- アントニオ・マルシーナ （Antonio Marsina） - Gontran
- ロマーノ・プッポ （Romano Puppo） - Argobal
- ジャン＝ピエール・ランバ （Jean-Pierre Ramba） - Cornelius
- イッポリータ・サンタレッリ （Ippolita Santarelli） - Lavinia
- ピエロ・デル・パパ （Piero Del Papa） - Lucius
- サルヴァトーレ・バッカーロ （Salvatore Baccaro） - Le paysan
- パーシー・ホーガン （Percy Hogan） - Ako
- ピエトロ・トッリージ （Pietro Torrisi） - Basilius
- ネッロ・パッツァフィーニ （Nello Pazzafini） - Courtier de Dagobert
- エンニオ・アントネッリ （Ennio Antonelli） - Courtier de Dagobert
- アッティリオ・ドッテジオ （Attilio Dottesio） - Un eveque

## 註
1. 1 2  Good King Dagobert, Internet Movie Database （英語）, 2010年9月14日閲覧。
2. 1 2  Le Bon Roi Dagobert, allmovie （英語）, 2010年9月14日閲覧。
3. 1 2  Dagobert, シネマテーク・フランセーズ （フランス語）, 2010年9月14日閲覧。
4. ↑  ディーノ・リージ、KINENOTE、2010年9月14日閲覧。
5. ↑  ディノ・リージ、allcinema ONLINE, 2010年9月14日閲覧。
6. ↑  Emmanuel Schlumberger - IMDb（英語）, 2010年9月14日閲覧。
7. ↑  Manolo Bolognini - IMDb（英語）, 2010年9月14日閲覧。
8. ↑  Georges Dybman - IMDb（英語）, 2010年9月14日閲覧。